# Empusa pennata
Empusa pennata är en bönsyrseart som först beskrevs av Carl Peter Thunberg 1815.  Empusa pennata ingår i släktet Empusa och familjen Empusidae. Inga underarter finns listade i Catalogue of Life.

## Bildgalleri

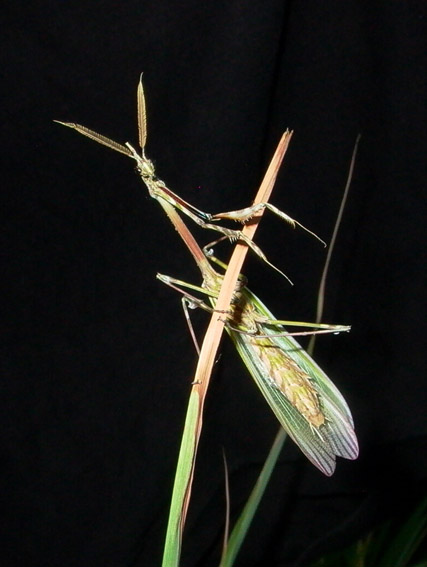
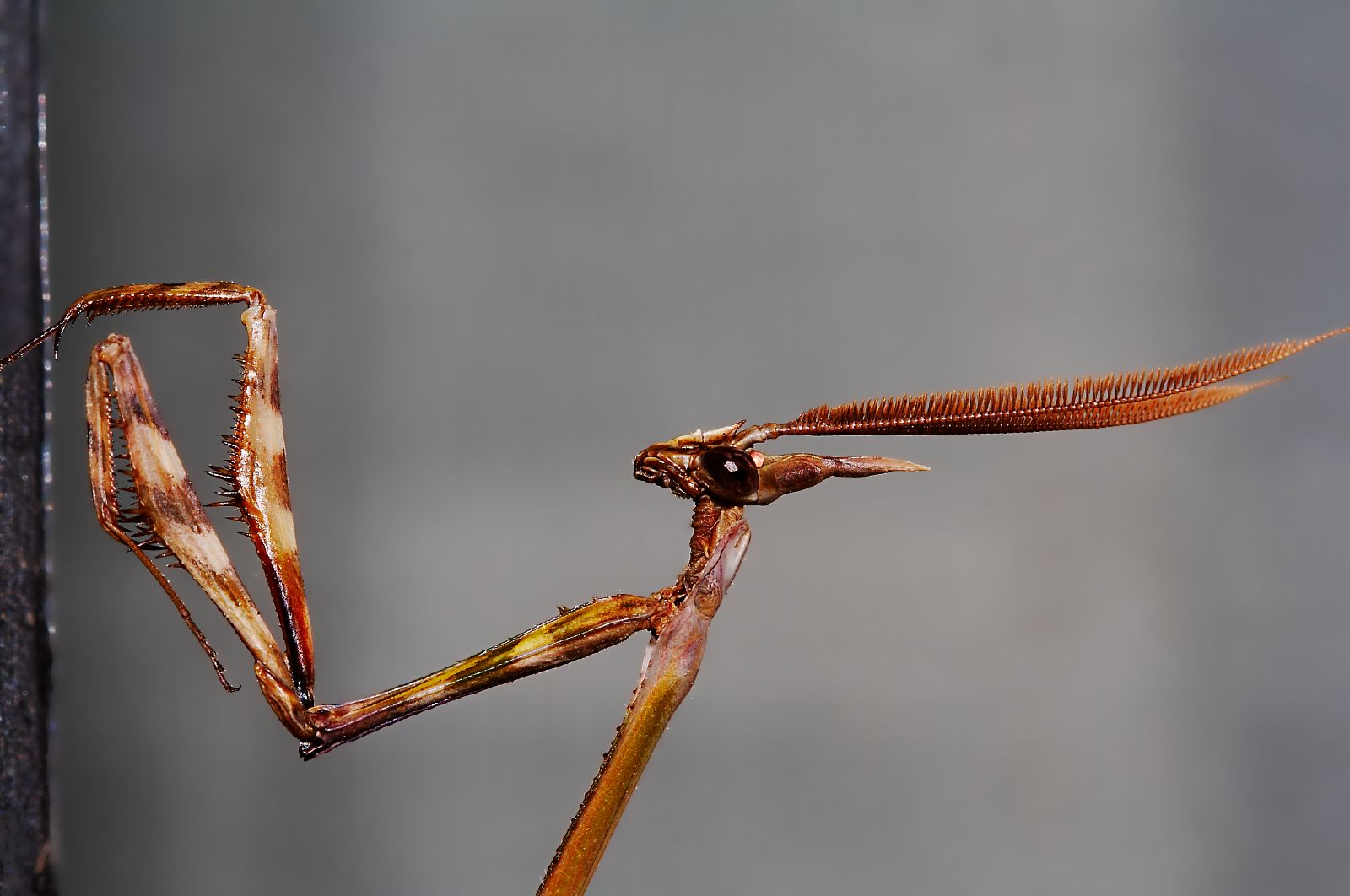
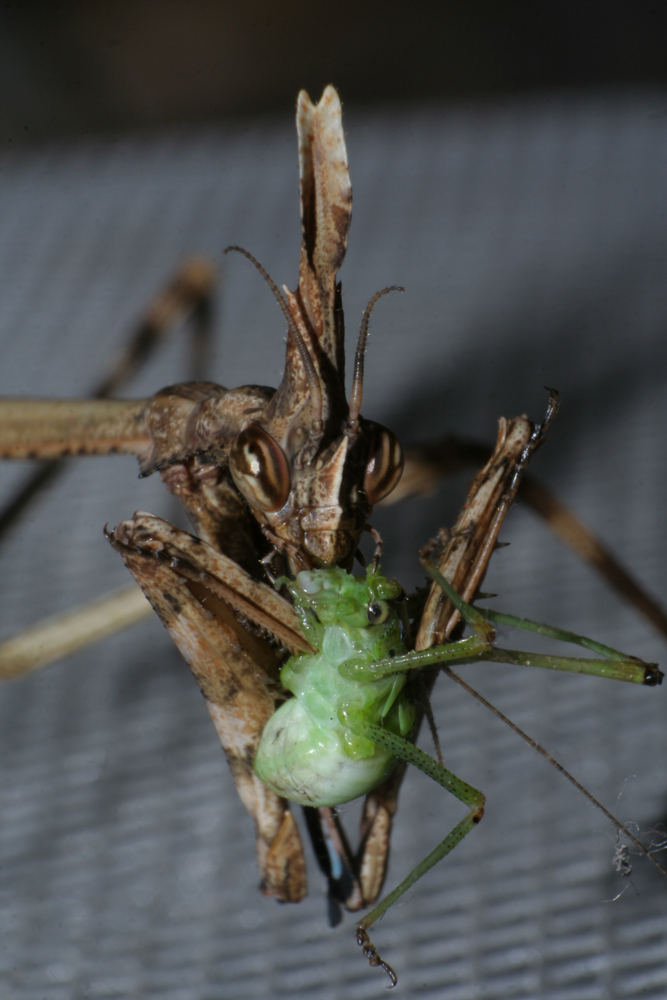
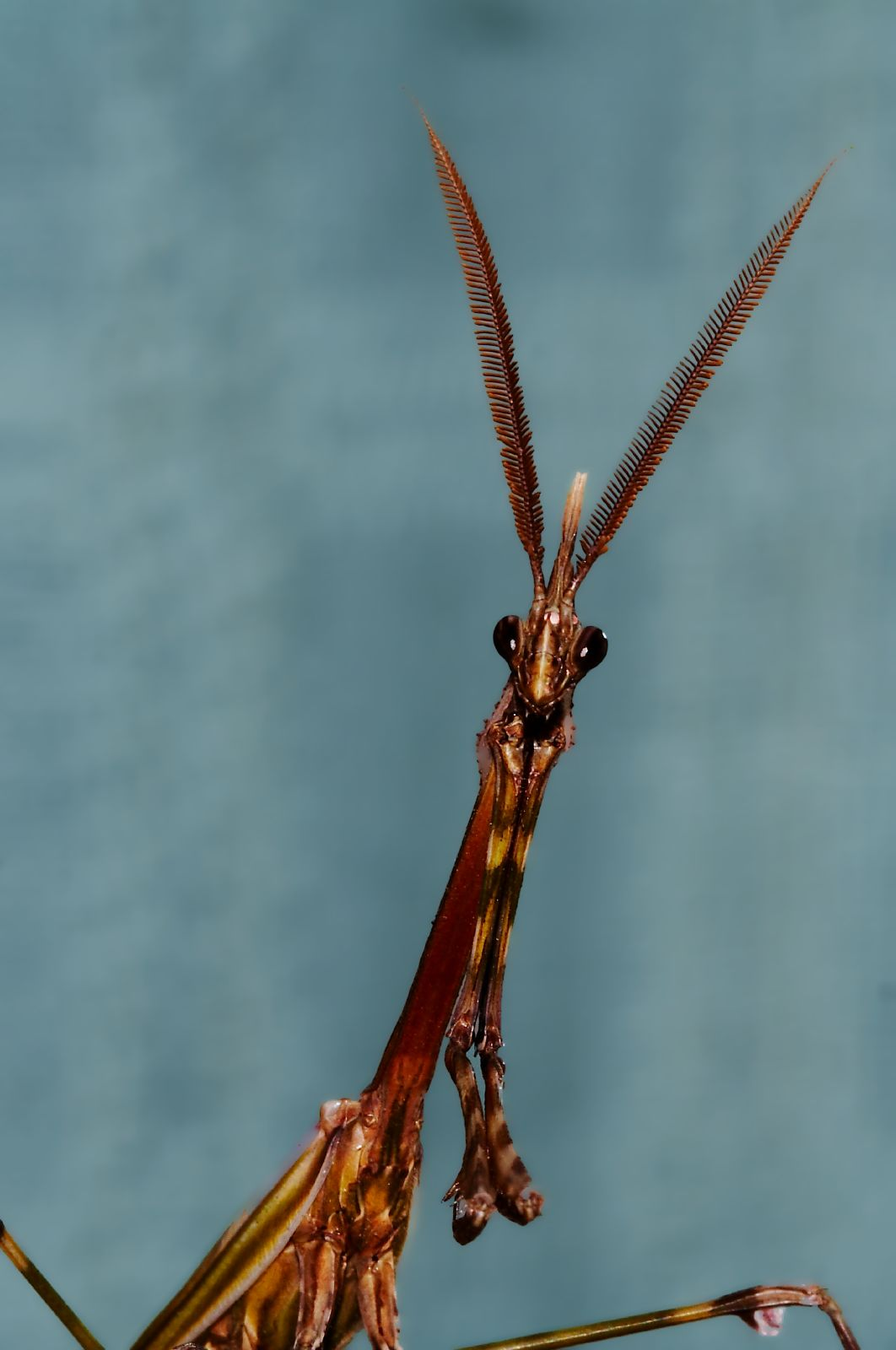
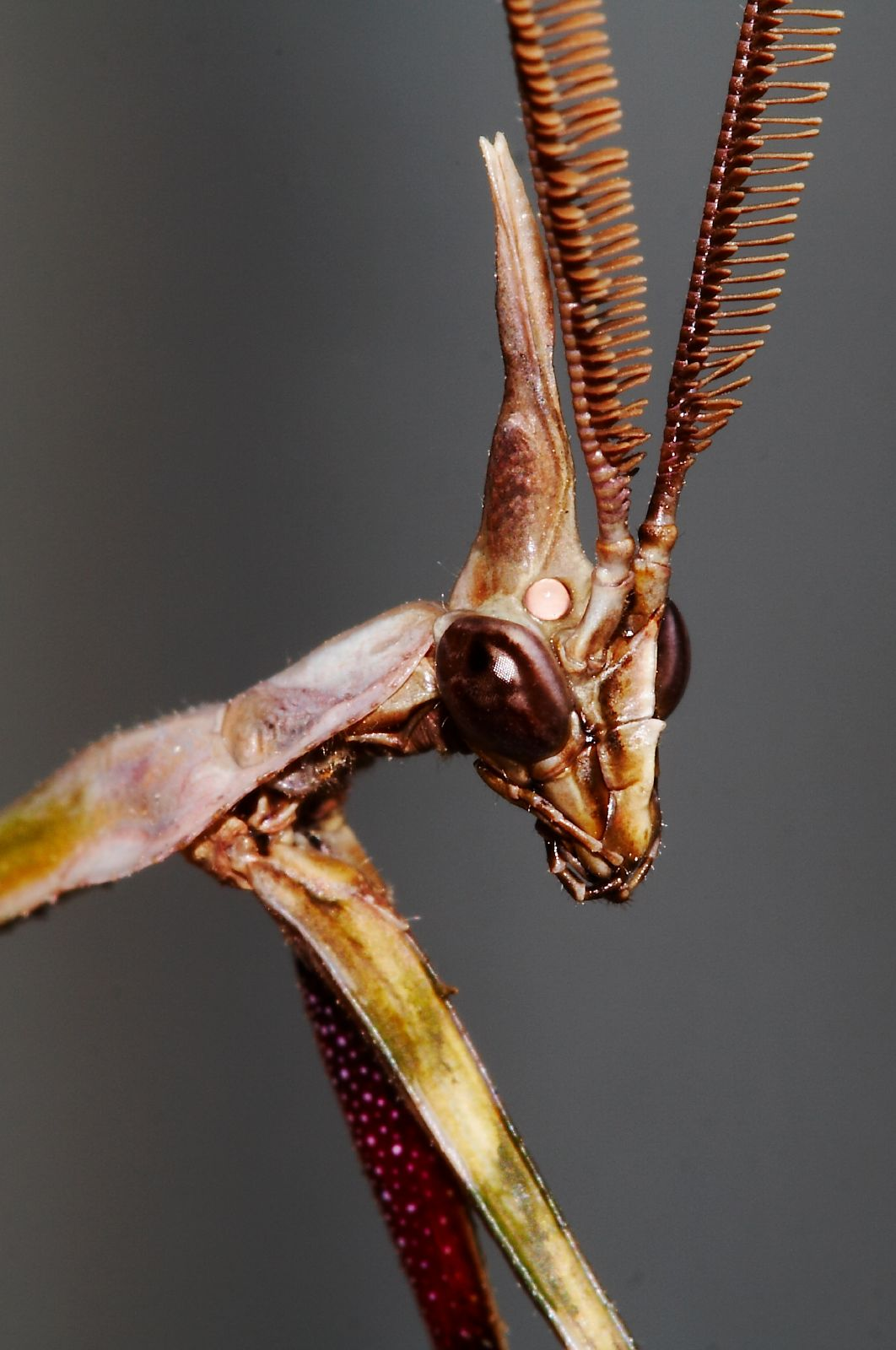
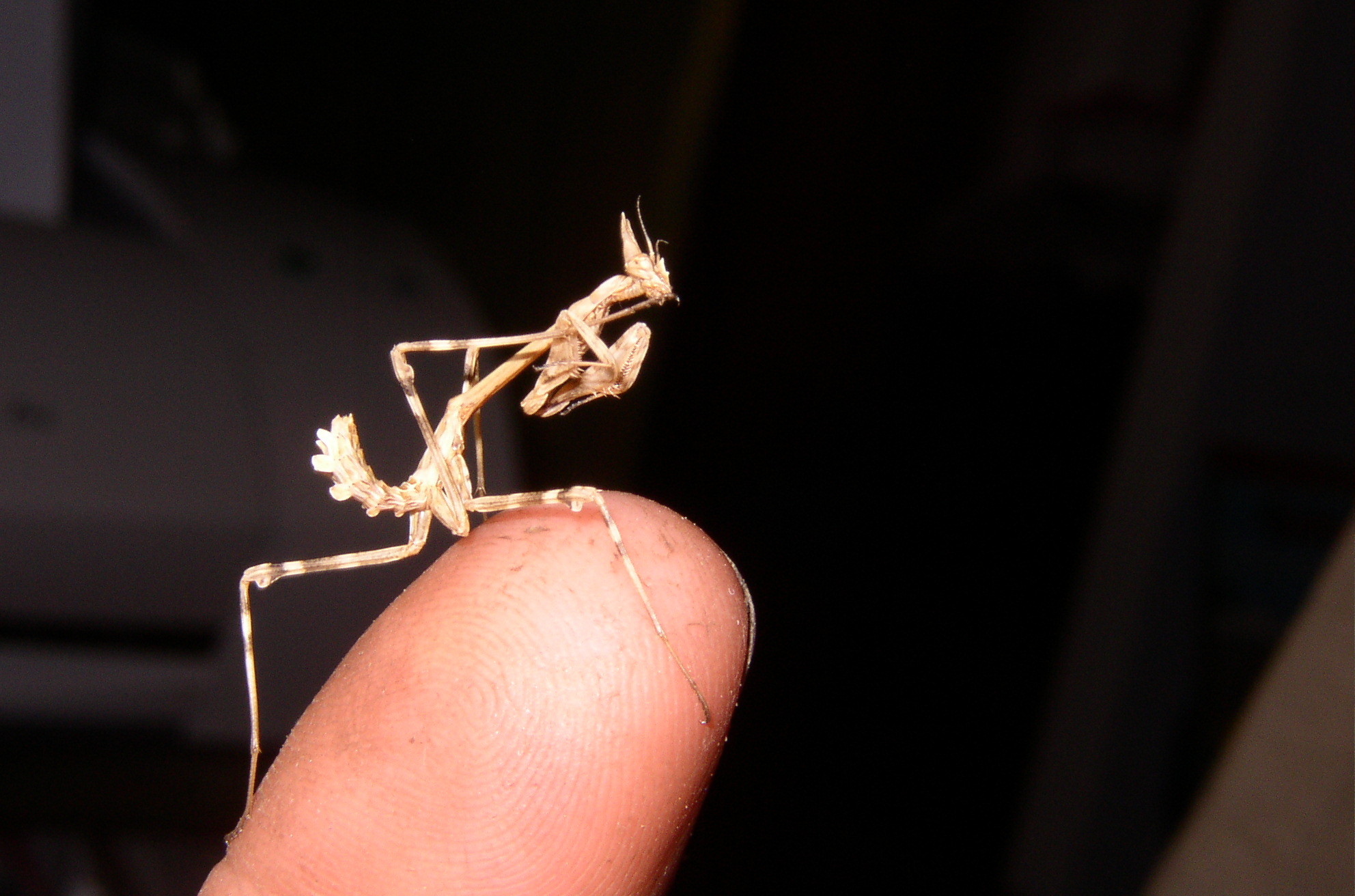